# Gunong Pulo (Arongan Lambalek)
Gunong Pulo is een bestuurslaag in het regentschap Aceh Barat van de provincie Atjeh, Indonesië. Gunong Pulo telt 326 inwoners (volkstelling 2010).